# 1721 год в науке
В 1721 году в науке и технике произошло несколько значимых событий.

## Медицина
- Эфир получил распространение как болеутоляющее.
- В Лондоне леди Мэри Уортли Монтегю ввела турецкий метод прививки против оспы — вариоляции[1][2][3][4].
- В Лондоне Томас Гай[англ.] основал больницу Гая, чтобы лечить «неизлечимых», выписанных из больницы святого Томаса[5].

## Технологии
- Ричард Ньюшем[англ.] из Лондона получил свой первый патент на ручной пожарный насос.

## Родились
- 27 декабря — Франц Хемстерхейс, нидерландский просветитель, философ-платоник.

## Скончались
- 11 сентября — Рудольф Якоб Камерариус, немецкий врач и ботаник (род. в 1665)